# Jiří Schelinger
Jiří Schelinger (Bousov, 6 febbraio 1951 – Bratislava, 13 aprile 1981) è stato un musicista cecoslovacco.
Ha collaborato a lungo con il batterista František "Ringo" Čech, con il quale ha inciso numerosi album e dischi a 45 giri, tra i quali alcune cover version dei Deep Purple (Šípková Růženka, versione in lingua ceca di Soldier of Fortune) e dei Black Sabbath. Schelinger è morto suicida giovanissimo, nel 1981 a soli trent'anni, saltando da un ponte sul Danubio.

## Discografia
- Tak ať / Ať jdou dál (Supraphon 1974, SP)
- Sim-sala-bim / Formule (Supraphon 1975, SP)
- Matko má, nedovol / Co je to mezi námi (Supraphon 1975, SP)
- Jsem svítání / Já to vím (Supraphon 1975, SP)
- Dělám hú / Tornádo (Supraphon 1975, SP)
- Nemám hlas jako zvon (Panton 1975, LP)
- „Ovoce z naší zahrádky“ (nome non ufficiale, Supraphon 1975, LP)
- Singly 1972–1978 (1993, CD)
- Nám se líbí… (1996, CD)
- Jsem prý blázen jen (2006, CD)

- Wikimedia Commons contiene immagini o altri file su Jiří Schelinger